# 中央人民政府向澳門特別行政區贈送大熊貓

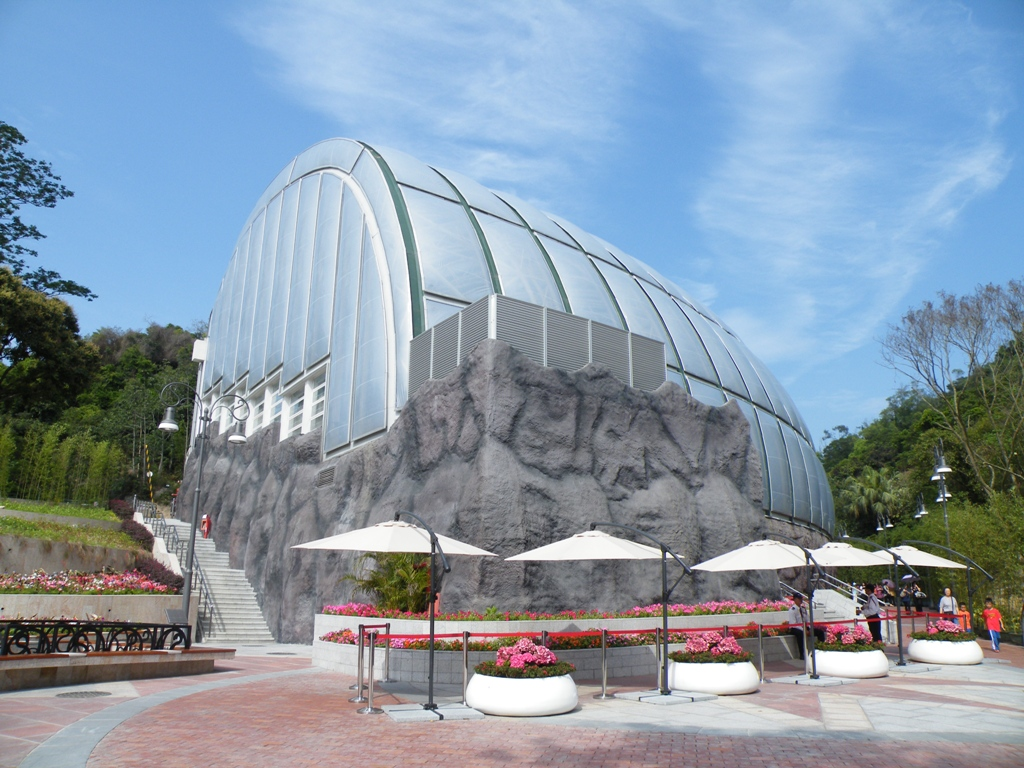
澳門大熊貓館

中央人民政府向澳門特別行政區贈送大熊貓（葡萄牙語：Pandas oferecidos à RAEM pelo Governo Central）是指中華人民共和國國務院（中央人民政府）向澳門特別行政區贈送的大熊猫。目前共有兩代，並都命名為「開開」和「心心」，其中第一代的乳名為「蜀祥」和「奇妙」，而第二代的乳名則為「婭林」和「蜀蓉」。
2009年，時任中共中央總書記、國家主席胡錦濤在澳門特區政府成立十週年前夕宣佈向澳門贈送一對大熊貓；2010年1月成立中央人民政府向澳門特別行政區贈送大熊貓有關工作專責小組負責有關贈送安排；中國國家林業局代表團於2月在澳門進行選址實地視察工作，及後選定為石排灣郊野公園；同年4月決定成都大熊貓繁育研究基地負責選送大熊貓工作；澳門政府於2010年6月起為贈澳的一對大熊貓進行徵名活動，結果被徵名為「開開」及「心心」。2010年12月18日早上，該對大熊貓已經由四川運至澳門。2011年，澳門大熊貓館正式對公眾開放。
於2014年6月，原贈送的大熊貓「心心」死亡，而「開開」則被送回中國內地參與全國大熊貓繁育計劃，同年12月時任中國共產黨中央委員會總書記習近平到訪澳門時再向澳門贈送另一對大熊貓，並沿襲上一代的名字繼續使用「開開」和「心心」為名。按行政法務司司長辦公室所解釋，沿用舊名是考慮到「開開、心心的名字是澳門人選擇的，在澳門經已深入人心，具有保育大使的象徵性意義，且『開開、心心』親切可愛，寓意歡樂，代表了澳門人的美好願望，亦直接表達了澳門市民對中央贈送大熊貓的喜悅之情」。

## 第二代「心心」產子
2016年6月26日下午，大熊貓「心心」誕下雙胞胎，第一只大熊貓幼崽於下午3時45分出生，重135克；而第二只幼崽於同日下午4時27分出生，重53.8克。
2016年7月26日，雙胞胎健康渡過滿月，「大寶」體重1010.5克，「細寶」體重753.6克。兩隻熊貓幼崽亦已長出黑白色毛髮。9月17日取名活動中，大熊貓“開開”、“心心”產下的一對雄性大熊貓雙胞胎幼崽，在經過澳門居民集思廣益的征名活動後，最終獲名“健健”、“康康”。

## 第一代

### 贈送過程

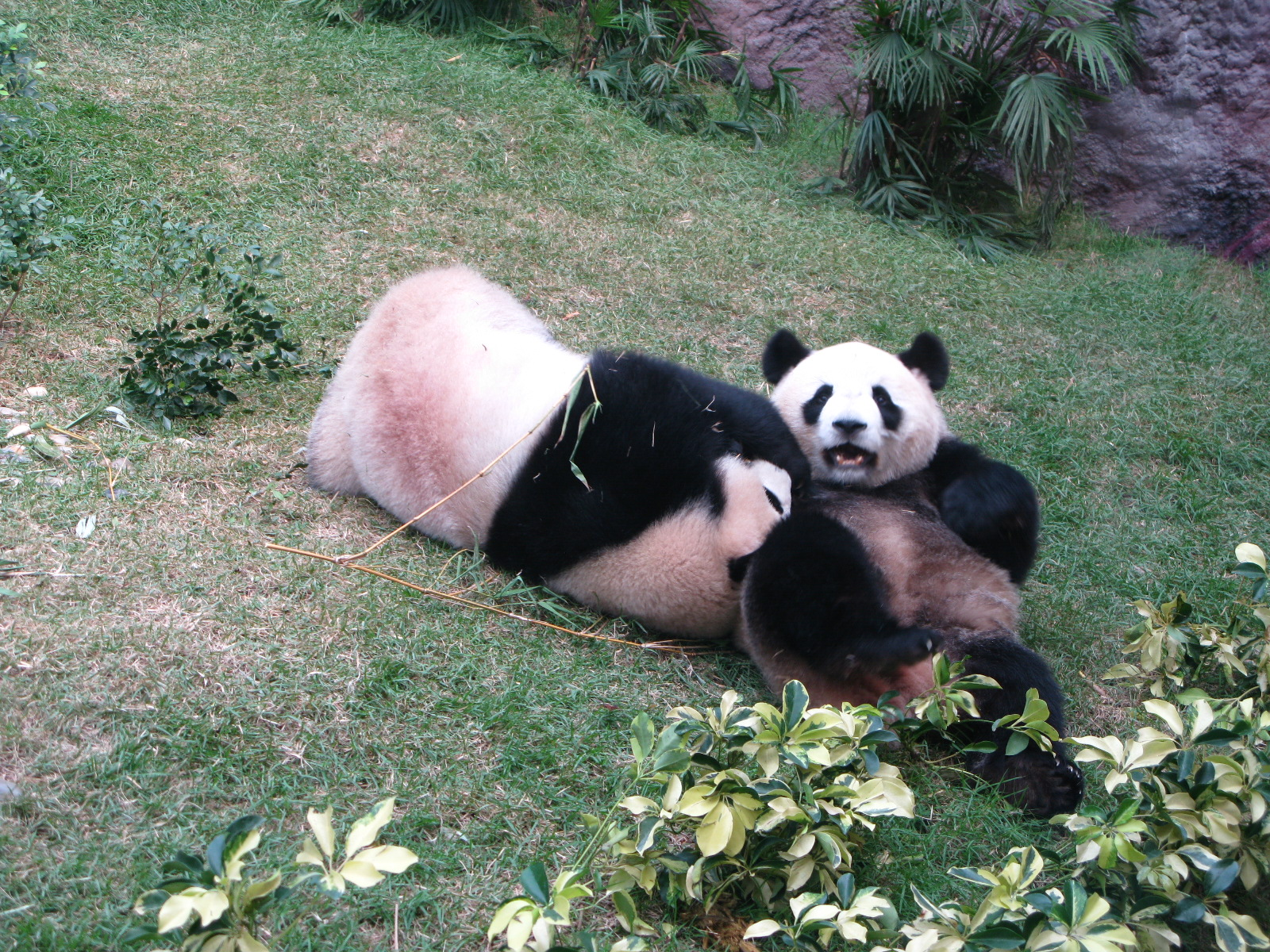
開開、心心玩耍中（第一代）

中共中央總書記、國家主席胡錦濤於2009年12月19日（即澳門特區政府成立十週年前夕）在澳門東亞運動會體育館出席澳門特區政府為他舉行的歡迎晚宴致辭後宣布中央人民政府應澳門特區政府請求而贈送一對大熊貓作為對澳門特區政府成立十週年的賀禮。
2010年1月19日，由國務院港澳事務辦公室副主任華建擔任組長，國家林業局副局長印紅及澳門行政法務司司長陳麗敏擔任副組長的「中央人民政府向澳門特別行政區贈送大熊貓有關工作專責小組」召開首次會議，就贈送大熊貓的運送、挑選等工作及安排交換意見。同年2月1日，澳門政府公報刊登第17/2010號行政長官批示設立「跟進中央政府送贈大熊貓工作小組」，負責有關大熊貓到澳門的相關工作及相關設施等工作。
中國國家林業局代表團於2010年2月上旬在澳門興建大熊貓館的十多個建議選址進行實地視察，代表團專家認為路環石排灣郊野公園為優先選址，而澳門政府也把興建大熊貓館的選址初定於石排灣郊野公園。澳門行政長官崔世安於3月16日發表施政報告時表示興建大熊貓館是為該年度的施政重點之一；專責小組於同月下旬成立一個由九名長期從事大熊貓科研管理及富有經驗的專家組成的「贈送澳門大熊貓優選專家組」外，也於4月1日在成都決定選送大熊貓工作由成都大熊貓繁育研究基地負責。
2010年5月29日，中國國家林業局宣布為成都大熊貓繁育研究基地譜系編號717及710的一對大熊貓為贈送澳門的大熊貓；獲挑選贈澳大熊貓的原因均為雙胞胎、年齡近兩歲以及其生母都擁有超強的繁殖能力。澳門政府也在同日正式宣布熊貓館的選址為石排灣郊野公園，同年9月完成；該熊貓館佔地3,000 m2（32,292 sq ft），涉及工程費用為澳門幣8,000萬。同年6月1日，澳門政府特為贈澳大熊貓而設的專題網站——澳門熊貓網正式推出。

### 徵名活動
澳門政府特為贈澳大熊貓於2010年6月8日開始進行「中央政府向澳門特區贈送大熊貓徵名活動」。由6月8日起至7月5日為徵名活動第一階段，在澳門居民徵集建議大熊貓被命名的名字；當局最終在3,914份參加表格中徵得1,257個及1,190個分別對雄性及雌性大熊貓名稱建議，而「中央政府向澳門特區贈送大熊貓徵名評審委員會」在初審選出35對提名，並在審議選出21對後選出「開開、心心」、「濠濠、蓮蓮」、「陽光、滿滿」、「澳祥、澳妙」、「阿濠、蓮妹」五對優秀作品。澳門居民於同年8月2日至23日為活動第二階段期間就五對優秀作品以全民投票的方式選出最喜愛的一對的優秀作品，以選出贈澳大熊貓的名字；中央政府向澳門特區贈送大熊貓徵名評審委員會於2010年9月10日正式宣布大熊貓徵名活動投票結果；並宣布採用「開開、心心」為贈澳大熊貓名字，其投票結果如下：
| 雄性大熊貓中文名稱（葡萄牙文名稱） | 雌性大熊貓中文名稱（葡萄牙文名稱） | 得票票數 | 得票率  | 狀態   |
| ---------------------------------- | ---------------------------------- | -------- | ------- | ------ |
| 開開（Hoi Hoi）                    | 心心（Sam Sam）                    | 24,894   | 43.89%  | 選用   |
| 濠濠（Hou Hou）                    | 蓮蓮（Lin Lin）                    | 7,275    | 12.83%  | 不選用 |
| 陽光（Ieong Kuong）                | 滿滿（Mun Mun）                    | 6,110    | 10.77%  | 不選用 |
| 澳祥（Ou Cheong）                  | 澳妙（Ou Mio）                     | 12,290   | 21.67%  | 不選用 |
| 阿濠（A Hou）                      | 蓮妹（Lin Mui）                    | 6,147    | 10.84%  | 不選用 |
| 合計                               | 合計                               | 56,716   | 100.00% |        |

### 熊貓資料
| 中文名               | 乳名 | 葡萄牙語 | 出生日期      | 死亡日期             | 性別 | 簡介 |
| 開開（譜系編號：717) | 蜀祥 | Hoi Hoi  | 2008年8月4日  |                      | 雄性 | 是大熊貓蜀慶（譜系編號480）於2008年8月在中國成都的成都大熊貓繁育研究基地出生的雙胞胎之一；其乳名由該繁育研究基地工作人員取自北京奧運火炬「祥雲」。由於大熊貓“蜀祥”的遺傳基因及成長狀況屬於優良級別，澳門政府決定將“蜀祥”送回內地參加“全國大熊貓繁育計劃”，並於2015年11月29日送回成都大熊貓繁育研究基地。 |
| 心心（譜系編號：710) | 奇妙 | Sam Sam  | 2008年7月26日 | 2014年6月22日（5歲） | 雌性 | 是大熊貓奇緣（譜系編號490）於2008年7月在中國成都的成都大熊貓繁育研究基地出生的雙胞胎之一；牠和雙胞胎姐姐奇福是成都在汶川大地震後首對出生的大熊貓。2014年6月22日晚上8時18分，心心因急性腎衰竭死亡，年僅5歲。                                                                                              |

## 第二代

### 熊貓資料
| 中文名                 | 乳名 | 葡萄牙語  | 出生日期      | 死亡日期 | 性別                  |
| 開開（譜系編號：726）  | 婭林 | Kai Kai   | 2008年8月24日 |          | 雄性                  |
| 心心（譜系編號：667）  | 蜀蓉 | Xin Xin   | 2007年7月5日  |          | 雌性，健康兄弟之母    |
| 健健（譜系編號：1001） | 大宝 | Jian Jian | 2016年6月26日 |          | 下午3時45分出生，哥哥 |
| 康康（譜系編號：1002） | 小宝 | Kang Kang | 2016年6月26日 |          | 下午4時27分出生，弟弟 |

## 外部連結
- 澳門熊貓網 （页面存档备份，存于） （繁體中文） （简体中文） （葡萄牙文） （英文）